# 곤도 다카토라
곤도 다카토라(일본어: 近藤 高虎, 1997년 9월 28일~)는 일본의 축구 선수이다.

## 구단 경력
그는 2020년 J3리그의 FC 이마바리에 입단했다. 2024년 J3리그 준우승으로 J2리그로 승격했다.